# Guillem de Peratallada
Guillem de Peratallada fou bisbe de Girona entre 1161 i 1168. Era nebot de Berenguer de Llers a qui succeí poc després de la seva mort a la càtedra gironina. Assistí el 1162 a les Corts d'Osca convocades per la reina Peronella d'Aragó per a fer les darreres voluntats del seu difunt espòs el comte Ramon Berenguer III. Aquell mateix any recobrà per al bisbat de Berenguer de Rocacorba les capelles de Rocacorba i Granollers, fet recopilat en el llibre verd. L'any 1164 recuperà per al bisbat l'església de Borrassà i diversos alous d'aquest lloc. L'any 1166 fou nomenat testamentari d'una vídua anomenada Buneta, que fou muller de Pere Amely, que donà diversos llegats a l'església, d'acord amb documents de la canònica de Girona. El 1167 feu una donació al monestir de Ripoll. En un martirologi antic esmentat per Flórez, diu que morí el 20 de març de 1168.